# 麥珮軒
麥珮軒（MAK Pui Hin, Christina，1978年3月6日—），香港壁球運動員。

## 簡歷
麥珮軒自1998年起轉為全職壁球運動員，曾多次代表香港參加國際性賽事並奪得佳績，包括：2000年第10屆亞洲壁球錦標賽女子團體冠軍、2006年多哈亞運單打銅牌、2009年東亞運動會女子團體金牌。
2010年9月麥透過香港中文大學設立的「運動員獎學金計劃」，以成年學生的資格入讀中醫學位課程，並獲得13萬元的資助，成為本港首名入讀中醫的運動員。她希望畢業後仍可替香港隊效勞，將學到中醫知識協助運動員。

### 捐贈火炬
麥珮軒曾擔任本港北京奧運火炬傳遞的第73名火炬手。在徵得教練和香港壁球總會同意後，透過電台節目《左右大局》將編號「3368」的祥雲火炬、運動服、頭飾及運動鞋一併捐出，並將拍賣善款捐予四川地震災區的兒童製作義肢；一日之內拍賣價已達至55萬元。
經過一星期的公開拍賣後，火炬終由商人林大輝以港幣180萬元投得，而運動服、頭飾及運動鞋則分別以13,000元、6,000元及7,000元被聽眾投得，合共籌得善款1,826,000元，全數捐予福幼基金會為四川受災兒童進行康復評估。在交接儀式上，林大輝即場將火炬贈回麥珮軒；她打算把火炬展覽，希望啟發更多人行善。

## 主要比賽成績
- 2000年 亞洲壁球錦標賽 女子團體 冠軍
- 2006年 亞洲運動會 女子單打 銅牌
- 2009年 東亞運動會 女子團體 金牌

## 外部連結
- Squash Info - Christina Mak's Profile （页面存档备份，存于）（英文）
- WISPA Player Profile（英文）
- 東亞運動會運動員資料[永久]